# VfL Sindelfingen
Maillots
Dernière mise à jour : 8 avril 2011.
Le VfL Sindelfingfen est un club omnisports allemand localisé à Sindelfingen dans le Bade-Wurtemberg.
Avec plus de 9 000 membres affiliés, ce club est le 3e plus imposant du Bade-Wurtemberg, derrière le VfB Stuttgart et le SSV 1846 Ulm. Outre le Football, le cercle comporte plus d’une vingtaine de sections différentes, dont: l’Aïkido, l’Athlétisme, le Badminton, le Basket-ball, le Bowling, la Boxe, le Cyclisme, la Danse, les Echecs, l’Escrime, la Gymnastique, l’Haltérophilie, le Handball, le Judo, le Jiu-jitsu, le Karaté, le Tennis, le Tennis de table, le Triathlon, le Volley-ball,…
L’équipe "Dames" de football de ce cercle a évolué dans la Bundesliga féminine entre 1990 et 1997, durant la saison 2005-2006, et de 2012 à 2014, elle est redescendue en Championnat d'Allemagne de football féminin D2 depuis.

## Histoire
Le club initial fut créé en 1862.
En 1953, l’équipe "Premières" fut championne de l’Amateurliga Württemberg, mais le club renonça à participer au tour final pour la montée en 2. Oberliga Süd.
En 1990, le VfL Sindelfingen accéda à l’Oberliga Baden-Württemberg, une ligue alors située au 3e niveau de la pyramide du football allemand. Il y évolua jusqu’en 1993 puis redescendit en Verbandsliga Württemberg. Par après, le cercle glissa encore d’un étage vers la Landesliga Würrtemberg.
En 2007, le VfL Sindelfingen remporta sa série de Landesliga Württemberg (Groupe 3) et remonta en Verbandsliga Würrtemberg, une ligue alors située au 5e rang de la hiérarchie mais qui recula au niveau 6, en 2008, à la suite de la création de la 3. Liga en tant que "Division 3". Le club redescendit après trois saisons après des barrages perdus.
En 2010-2011, le VfL Sindelfingen évolue en Landesliga Württemberg, Groupe 3, soit au 7e niveau de la hiérarchie de la DFB.